# Distefano
I Distefano (o Di Stefano) sono una nobile famiglia siciliana.

## Le origini
L'antica casata trae la sua origine dalla località di Monterosso Almo nel XIV secolo ma nel corso dei secoli si è diffusa su buona parte del territorio siciliano. La famiglia tenne dapprima stabile dimora a Monterosso. In seguito, dal borgo, in possesso di Enrico Rosso, conte di Aidone, nel 1353 si spostò verso altre località della Sicilia, dapprima a Ragusa e successivamente a Modica e Scicli. 
Nel 1569 e 1577 Pietro, Vincenzo, Jacopo e Giovan Matteo Distefano sono annotati con la qualifica di militi e vengono registrati tra i patrizi di Ragusa. In qualità di militi gli anzidetti erano autorizzati per essere «di bona facultà ad usare coyrazza, mozione manichi di maglia e lanza». La famiglia acquistò nel 1595 dalla baronessa Francesca Caro di Montechiaro il feudo di Cutalia-Mandranova. Antonino Distefano in qualità di possessore della tenuta ottenne con privilegio vice regio il titolo di barone con investitura il 12 gennaio 1634.

## Alleanze matrimoniali
La famiglia strinse importanti alleanze matrimoniali con i Sedegno (1544), i Sammitto di San Silvestro (1574), i Ridolfi di San Calogero (1656), i Castellet Jurato (1691), i Palermo di Santa Margherita, i Diamante di Torresena, i Borgia del Casale. All'inizio del ‘600 il vecchio palazzo di Monterosso, fu concesso (1649) da Marcella dell'Albani, moglie di Giovanni Francesco Distefano, ai Frati Minori Osservanti Riformati di San Francesco; rimase invece in potere della famiglia il palazzo di Ragusa, venduto dalla Baronessa Gaudenzia Distefano dopo il trasferimento a Siracusa. 
Di altre ramificazioni della famiglia si conservano notizie riguardanti gli eredi di Gian Francesco Distefano, fratello di Antonino Distefano di Cutalia. Dalle fonti archivistiche apprendiamo che il 7 novembre 1673 Carlo Distefano, duca di San Lorenzo (Scicli) sposò Marianna Barone Zappada y Pallilla e comperò da Carmela Polissena La Restia il feudo di Ancilla (Anguilla). Don Carlo, Intendente Generale dell'Armata Spagnola, con decreto emesso a Vizzini il 28 luglio 1664 si rese aggiudicatario del feudo e del castello di Cannicarao (Comiso); la figlia Giuseppa Virginia sposò Antonino Sinatra di Camemi (Occhiolà-Grammichele), Francesca sposò Bernardino Inguardiola di Ursitto (Piazza Armerina) e da vedova Felice Trigona (Piazza Armerina); Giovanna sposò dapprima Bartolomeo Rondè, castellano di Lentini e successivamente Don Girolamo Ribera, barone di Santa Maria La Cava e Montagna Rossa. Da recenti studi apprendiamo ad integrazione di quanto edito in precedenza che Giovanna Distefano di Donnabruna dopo il decesso di Girolamo Ribera sposò Don Gualtiero Paternò di Raddusa (1669). Guglielmo Distefano ottenne il 7 marzo 1710 il titolo di Duca di San Lorenzo, sposò Eleonora Paternò e Tornabene, vedova Biscari da cui nacque Carlo Ludovico Maria Distefano. Agli eredi di don Carlo oltre al feudo di San Lorenzo passò anche il feudo di Trixera e quello di Castelluzzo. I rami nobili si estinsero con Gaudenzia nei Borgia del Casale (con dimora a Noto e Siracusa) e con Ignazia nei La Rocca di San Giuseppe (Scicli). Da Giuseppe Distefano di Cutalia, castellano di Giarratana (1686) procede la ramificazione di Palazzolo Acreide e Caltagirone.
Dal ramo primitivo di Monterosso procede la ramificazione dei Distefano di San Giovanni passati nell'800 a Licodia Eubea dove un Giovanni Battista, figlio di Ignazio dei Baroni di San Giovanni, acquistò il feudo di Camilla dalla famiglia Astuto di Fargione e quello dei baroni di Fontanabianca che si estinse nella famiglia Verga di Vizzini (1771). Nella mastra nobile di Vizzini sono registrati i Verga-Distefano di Fontanabianca; a questa ramificazione appartiene lo scrittore Giovanni Verga. Giovanni Verga Distefano, nonno dell'assai più celebre scrittore, fu deputato per Vizzini nel 1812 al primo Parlamento siciliano. Per quanto riguarda Giovanna Distefano baronessa di Donnabruna congiunta in matrimonio con Don Girolamo Ribera giova sapere che si distinse per la costruzione della chiesa di San Giovanni Evangelista a Scicli e per l'ampliamento dell'adiacente monastero, oggi sostituito da un edificio di recente costruzione, attualmente sede dell'Amministrazione Comunale. In questa struttura religiosa trovò adeguata sepoltura Guglielmo Distefano e la consorte Eleonora Paternò Tornabene. Un certo interesse rivestono per quanto concerne le alleanze matrimoniali, il matrimonio di Gaetano Borgia Distefano (1782-1882) con Lucia Beneventano e Trigona dei Baroni del Bosco (Siracusa) e le nozze del Marchese Giuseppe Borgia Distefano (1770-1861) con Maddalena Capece Minutolo de Sangro. La B.ssa Gaudenzia Distefano, nata Xibilia (Siracusa-Scicli), sposò Ottaviano Borgia del Casale, in suo onore il figlio Giuseppe costruì un sepolcro monumentale nella Chiesa dei Frati Cappuccini alle Latomie (Siracusa).
Nel Nobiliario di Ragusa (1929) è registrato con la qualifica di Maestro Razionale della Contea di Modica un Bernardo Distefano (1444) i cui discendenti ebbero accesso all'Ordine Gerosolimitano.

## Il feudo di Cutalia
La tenuta di Cutalia si trova al km 13 sulla Ragusa-Marina, confinava un tempo a nord con le contrade Zannafondo e Montagnella, a est con la contrada Pozzillo e a sud con le tenute di Gisulfo, Papaleo e Buttarella, a ovest con il fondo denominato Palazzella. L'altitudine media della località è di m. 300. La tenuta era di 130 salme.

## Ragusa - Palazzo Distefano di Cutalia
Sul finire del XVIII sec. Carmelo Sortino, un ricco possidente dimorante in Ragusa, decise di acquisire, ampliare e ristrutturare l'antico palazzo della famiglia Distefano di Cutalia. Dopo la morte dell'arcidiacono Gaetano Distefano (24 giugno 1790) l'edificio, composto da un'ampia fabbrica a più corpi, passò alla nipote Gaudenzia Distefano e da questa al figlio Giuseppe Borgia e Distefano M.se del Casale. I Distefano abitarono in questo palazzo dal XVII sec. come documentato dal ms. del Lauretta. Della primitiva dimora, complessivamente rimaneggiata e nel frattempo passata a diversi proprietari, si conserva un elegante portone con cornice bugnata preceduto da un recinto e una bella tribuna angolare sul volta testa delle fabbriche verso la piazzetta Arezzo di Cimillà. Degli arredi interni dopo i restauri e le ristrutturazioni è difficile qualsiasi identificazione.

## La ramificazione
Principale ramo è quello dei baroni di Cutalia, altri rami furono quelli dei baroni di San Giovanni e un ramo, ancora fiorente in Caltagirone, discendente da Don Giuseppe Distefano, nobile dei baroni di Cutalia. Altro ramo è quello di Palermo, iniziato con Guglielmo di Stefano cui Filippo V con privilegio del 7 marzo 1710 concesse il titolo di Duca di San Lorenzo. Dal matrimonio con Eleonora Paternò e Tornabene nacque Carlo Luigi Maria di Stefano, regio milite, investito del titolo paterno, che divenne ereditario, il 25 novembre 1729.
Altri rami cadetti della medesima casata sono quelli di Palermo, Giarratana, Palazzolo Acreide, Cassaro e Reggio Calabria. Da Giarratana la famiglia migrò a Palazzolo dopo il sisma del 1693; in questa località prese stabile dimora Mario Distefano, figlio di Giuseppe e Arcangela Selvaggio e ivi sposò il 25 settembre 1751 Chiara Coppellieri. A Palazzolo tra i discendenti si annoverano un Paolo che sposò Angela de Mainitto (1763), un Didaco (Diego) che prese in moglie Domenica Catalano e un Salvatore che con la moglie Maria Alibrigo migrò a Cassaro per amministrare e gestire alcune tenute destinate al redditizio allevamento dei cinghiali, qui nacque un Giuseppe Distefano (1746) che sposò Biagia Garofalo, Sebastiana Rizza e Antonina Gallo. Giuseppe, «possidente» come il padre Salvatore, morì a Palazzolo il 1º giugno 1833 «nella casa di Don Giuseppe Rizza sita in Via Maestranza 10». Da Cassaro, il figlio di Giuseppe e Antonina Gallo, Don Francesco Distefano ritornò a Palazzolo dove sposò Marianna Francardo il 25 luglio 1858. I Francardo all'epoca del matrimonio in possesso di una importante dimora con un ampio giardino terrazzato decisero, per celebrare l'unione, di concedere al genero il possesso dell'antico palazzo di famiglia. Tutti i componenti della famiglia, hanno mantenuto l'uso del medesimo stemma, ovverosia l'arma «storica» dei baroni di Cutalia. L'emblema, senza alcuna variazione significativa, è stato riprodotto sulla lastra sepolcrale di don Ignazio Distefano a Licodia Eubea.

### Il ramo dei marchesi Borgia-Distefano
La baronessa di Cutalia Gaudenzia Distefano, ultima del suo ramo, fu data in moglie a Ottaviano Borgia del Casale, avviando un nuovo ramo, i cui primi esponenti furono il marchese Giuseppe Borgia Distefano e il fratello Gaetano. Il marchese del Casale Giuseppe Borgia Distefano sposò a Napoli Maddalena Capece Minutolo di Sangro, dall'unione nacque Rinaldo che morì piuttosto giovane. Il ragazzo per espressa volontà del genitore fu sepolto assieme alla baronessa Gaudenzia Distefano di Cutalia, nonna paterna del ragazzo, nella chiesa dei frati cappuccini alle Latomie di Siracusa. Al marchese Giuseppe non successe, di conseguenza, né il figlio avuto da Maddalena Capece, né il fratello Gaetano, ma piuttosto la nipote Anna Borgia Beneventano che sposò Nicola Di Lorenzo, nobile dei marchesi del Castelluccio. Da Giuseppe Borgia e Distefano e Lucia Beneventano e Trigona nacquero, oltre ad Anna nominata ereditiera dallo zio Giuseppe, Giulia morta nubile nel febbraio del 1857, Maria Gaudenzia che sposò il marchese Danieli di Bagni. Dalle nozze di Maria Gaudenzia venne alla luce Vittoria Borgia e Beneventano che divenne moglie di Ignazio Abela, settimo barone di Camelio, un piccolo feudo scorporato dalla grande tenuta del Bibbino Magno nei pressi di Palazzolo Acreide, già in possesso della potente famiglia degli Alagona. Degni di annotazione sono anche gli altri nati dalla baronessa Gaudenzia Distefano e Ottaviano Borgia ovvero Giovanni (1785), deceduto senza prole, Anna Felice (1772) rimasta nubile e Carmela Borgia Distefano (1774). Dalle nozze di Carmela Borgia e Nicolò Di Lorenzo, marchese del Castelluccio, nacquero sei figli: Maria (+ Arezzo della Targia), Giuseppe (+ Concetta Nicolaci), Gaudenzia (+ Corrado Nicolaci III Principe di Villadorata), Ottavio (+ Carmela Danieli), Clementina, Corrado (+ Agata Cannizzaro).

### Il ramo di Palermo
Questo ramo è originario di Trapani. Ha origine da Antonino di Stefano che, dalla moglie Francesca, ebbe due figli: Gaspare di Stefano (sposato il 30 agosto 1705 a Trapani (chiesa di San Nicolò) con Vita Faccara) e Francesco di Stefano. Francesco, battezzato l'8 agosto 1688 a Trapani (chiesa di San Lorenzo Martire), sposò il 10 gennaio 1712 a Trapani (chiesa di San Nicolò) Elisabetta Liparello, con la quale ebbe i seguenti figli: Anna, battezzata il 14 maggio 1715 a Trapani (chiesa di San Nicolò); Arcangela, battezzata il 25 febbraio 1719 a Trapani (chiesa di San Nicolò); Domenico, battezzato il 26 luglio 1725 a Trapani (chiesa di San Nicolò); Salvatore di Stefano, battezzato il 27 ottobre 1728 a Trapani (chiesa di San Nicolò); Giuseppe Maria, battezzato il 3 dicembre 1731 a Trapani (chiesa di San Nicolò); ed Antonino, battezzato il 1º marzo 1722 a Trapani (chiesa di San Nicolò). Fu Antonino, che sposò il 18 gennaio 1740 a Trapani (chiesa di San Lorenzo Martire) Concetta Laudicina, il capostipite del ramo palermitano dei "Di Stefano" di Trapani. Di questo ramo si ricordano questo Antonino che nel 1787 divenne proprietario del feudo di San Lorenzo a Villafrati per averlo acquistato dal barone Emanuele Moja, di cui divenne barone, il 11 Agosto 1793 come donatorio di suo padre (come da atto in Not. Francesco Lionti di Palermo li 10 Agosto 1792), suo figlio Francesco di Stefano (battezzato il 31 agosto 1742 a Trapani  (chiesa San Nicolo) che sposò il 15 gennaro 1766 a Trapani (chiesa di San Lorenzo Martire) donna Maria Pizzardo) e, nel 1808 il nipote Antonino Federico Di Stefano (figlio di Natale di Stefano, battezzato il 26 luglio a Trapani (chiesa San Nicolo) che sposò la palermitana donna Maria Giovannu Musso), dopo aver acquistato nel 1797 la baronia di San Giovanni da Pietro Miceli (1773).
Figli di Antonino Federico Di Stefano furono il pittore Emanuele (senza figli) e Natale; quest'ultimo, sposatosi con la cugina Angela De Bourcard (nipote dello svizzero Emanuel Burckhardt, nel 1815 comandante generale delle truppe del Regno delle Due Sicilie sotto Ferdinando I), acquistò intorno al 1840 la Villa Sperlinga. I loro figli furono Federico (affetto da disabilità intellettiva) e Gaetano, sposatosi con Dorotea Marino dalla quale ebbe una sola figlia, Annamaria. Questo ramo, dimorante in Palermo, ha modificato il proprio stemma ed è iscritto nel Libro d'Oro della Nobiltà Italiana e nell'Elenco Ufficiale Nobiliare Italiano del 1922. I titoli di «signore di San Giovanni» e «barone di San Lorenzo» acquistato da Girolamo Termini (1779) vennero confermati con un decreto nel 1925 al titolare in linea diretta Salvatore Di Stefano.

## Stemma
Blasonatura: d'azzurro, al castello d'oro torricellato di due pezzi, aperto e finestrato del campo, sormontato da una cometa d'oro, ondeggiante in palo.
Alias: d'argento, alla fascia d'azzurro, accompagnata da quattro stelle, ordinate in fascia nel capo e nella punta da una corona, il tutto dello stesso.